# Čtvrtý most

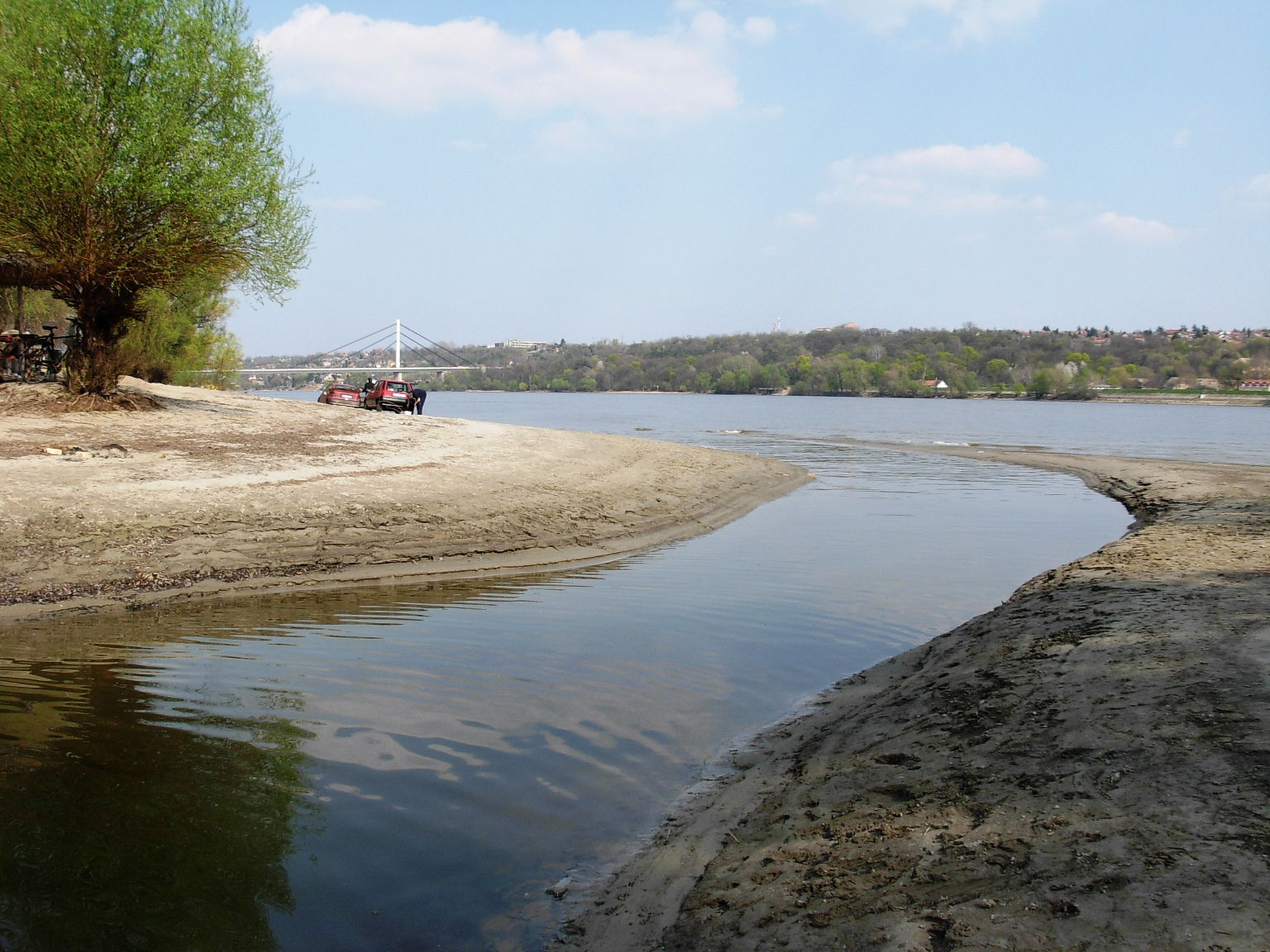
Místo výstavby mostu.

Jako tzv. Čtvrtý most (srbsky Четврти мост), někdy také i Čínský most (srbsky Кинески мост) se pracovně označuje silniční a budovaný most ve městě Novi Sad, hlavním městě autonomní oblasti Vojvodina v Srbsku. Překonává evropský veletok Dunaj severojižním směrem v prostoru od Kamenického ostrova a slepého ramena Dunavac ze severní strany až ke Sremské Kamenici na straně jižní. Je prodloužením Bulváru Evropy jižním směrem a má za cíl snížit dopravní vytíženost již existujících tří mostů přes Dunaj v hlavním městě Vojvodiny.
Celková délka stavby činí cca 2000 metrů. Z toho se 880 metrů nachází přímo nad Dunajem. Most bude mít dva jízdní pruhy v každém směru a chodníky, jeho pylony mají mít výšku třiceti metrů.
Výstavbu realizuje čínská společnost China Road and Bridge Corporation, investorem je potom státní společnost Koridori Srbije. Most je zavěšené konstrukce.
Stavební práce byly zahájeny v roce 2023. Realizace stavby vyvolala kritiku, především ohledně zvýšení míry dopravy ve městě Novi Sad a kácení stromů na břehu Dunaje, kde jsou zachovány zbytky lužních lesů. Předpokládáno je, že stavba betonového mostu, bude dokončena v polovině roku 2027.